# 植入式避孕器
植入式避孕器，或稱皮下埋植剂，是一種可植入医疗器械，它主要用於避孕，不過無法預防性傳染病。植入式避孕器可以抑制排卵，也可以抑制精子的發育以及殺死精子。
最早的皮下埋置剂是左炔諾孕酮緩釋植入劑，有6根、每根含有36mg的左炔諾孕酮（共216mg）的硅胶棒，可用5-7年。后有Ⅱ型，有2根、每根含量为75mg的左炔諾孕酮（共150mg），可用5年。随着技术的发展，开发出含有第三代孕激素依托孕烯（etonogestrel，ENG）的单根埋植剂，如依伴侬（Implanon），含依托孕烯68mg，可用3年。

### 植入
典型的植入式避孕器是一個小型的管子，長約40毫米。醫護人員會將植入式避孕器植入女人手臂的皮下組織。植入後，植入式避孕器通過釋放孕激素來抑制排卵，從而阻止女人懷孕。

### 副作用
最常见的不良反应有月經不規律或閉經。不太常见的不良反应有食欲改变、抑鬱、喜怒无常、荷尔蒙失调、乳房疼痛、体重增加、头晕、嗜睡。在植入式避孕器植入或取出時也會有并发症的风险，不過這並不多見。 